# СФЕРА (премія)

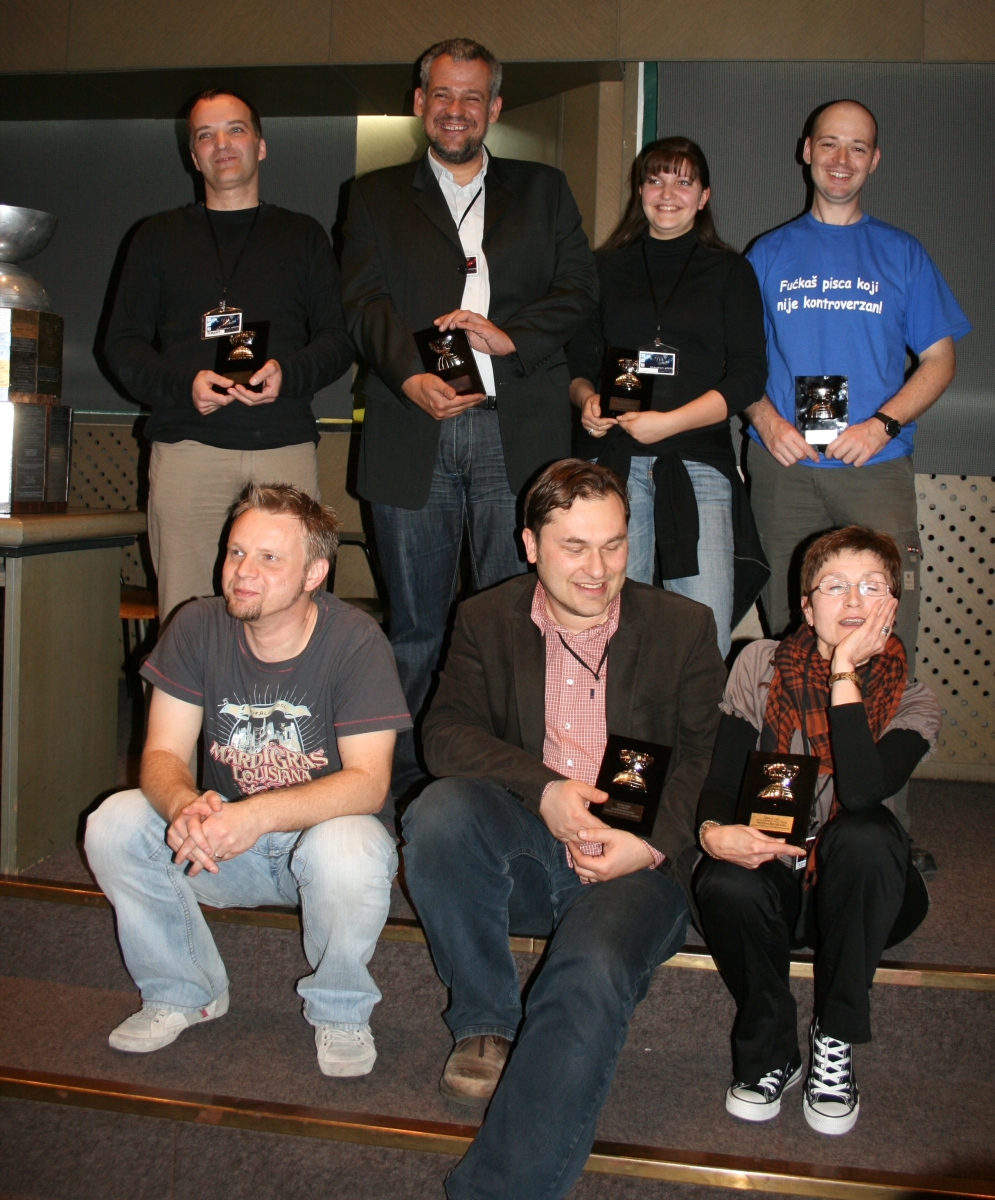
Лауреати премії 2009 року.

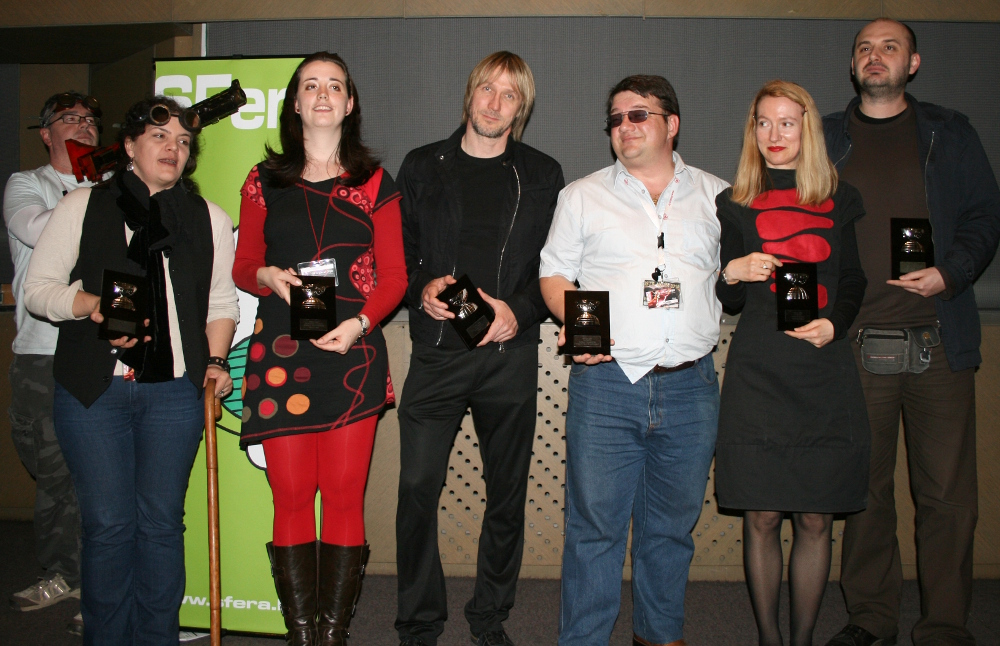
Володарі премії 2010 р.

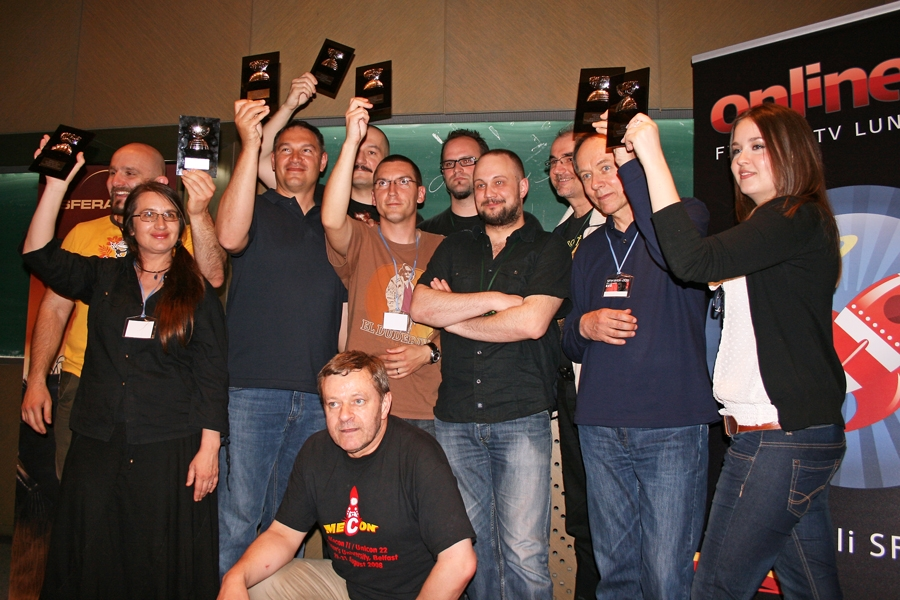
Лауреати премії 2011 р.

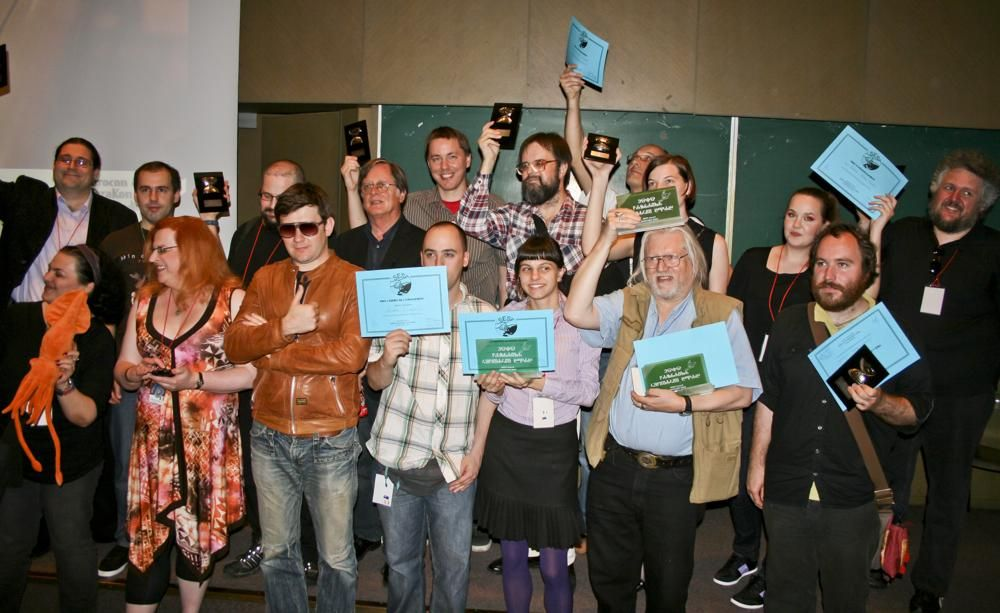
Володарі премії 2012 р.

Премія СФЕРА (хорв. nagrada SFERA) — нагорода, яку з 1981 року присуджує Товариство наукової фантастики «SFera» із Загреба. До 1991 р. присуджувалася авторам з усієї Югославії, а з 1994 р. — лише за твори, початково видані хорватською мовою.
Премія вручається за найкращі здобутки в жанрі наукової фантастики, фентезі та фантастики жахів (Положення про премію визначає ці три різновиди як «SF»), уперше видані та/або показані в Хорватії хорватською мовою протягом попереднього календарного року.
Нагорода спочатку була лише літературною, але з часом поширилася на ряд інших категорій. Станом на 2014 р., вона присуджується в таких категоріях:
- мініатюра (до 5 нормативних сторінок)
- коротке оповідання (5-15)
- оповідання (16-50)
- повість (51-100)
- роман (понад 100 нормативних сторінок)
- роман для дітей
- драма
- поезія
- кольорова ілюстрація
- чорно-біла ілюстрація
- комікс

Інші медіа (такі, як костюмографія, скульптура, кіно, відео, музика) визначаються як «особливі досягнення». Нагорода вручається і за весь творчий доробок, а також є періодична спеціальна нагорода для новачків під назвою «Протосфера».

## Дотеперішні переможці

### 1981
- Оповідання: Горан Худец, Prsten
- Роман: Міха Ремец, Prepoznavanje (словенський письменник)
- Спеціальна відзнака: радіопередача Eppur si muove (Радіо Загреб)

### 1982
- Оповідання: Радован Девлич, Hajka
- Творчий доробок: Звонимир Фуртінгер
- Спеціальна відзнака: Душан Вукотич

### 1983
- Оповідання: Биляна Мателян, Vrijeme je, maestro
- Спеціальна відзнака: часопис «Sirius»

### 1984
- Оповідання: Слободан Чурчич, Šume, kiše, grad i zvezde (srpski autor)
- Роман: Бранко Белан, Utov dnevnik
- Спеціальна відзнака: IRO Politika (Beograd) і Бране Димитрович

### 1985

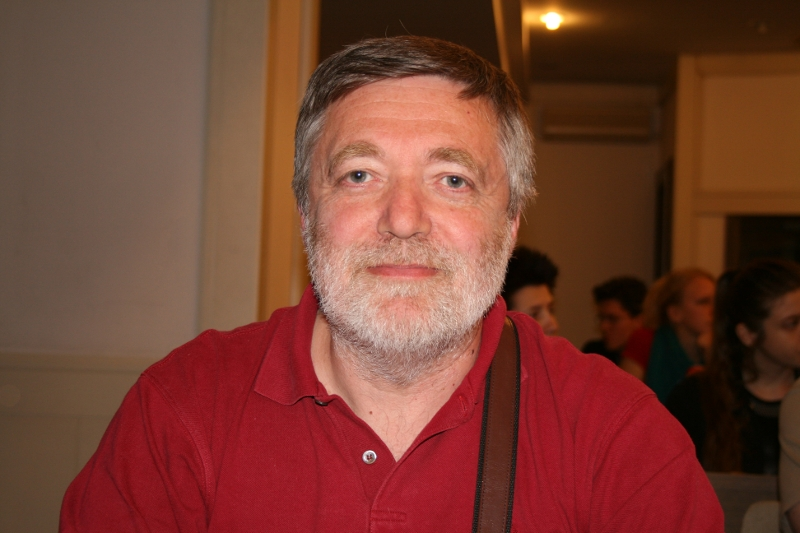
Хрвоє Прчич на зібранні SFeraKon 2011 р.

- Оповідання: Хрвоє Прчич, Ana s onu stranu zrcala
- Комікс: Желько Пахек
- Спеціальні відзнаки: Галерея Студентського центру в Загребі, Бобан Кнежевич та Італійський культурний центр у Загребі

### 1986

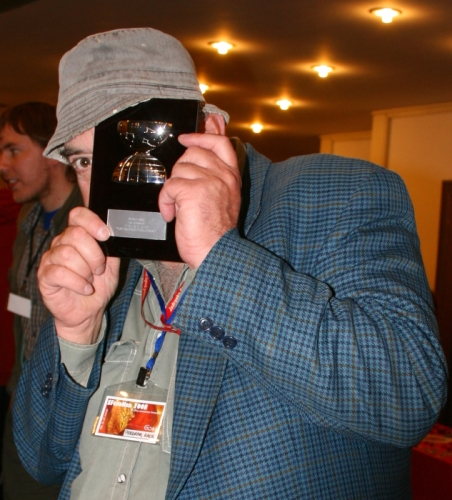
Предраг Раос із нагородою «SFERA» 2008 р.

- Оповідання: Слободан Петровський, Most
- Роман: Предраг Раос, Mnogo vike nizašto
- Спеціальні відзнаки: Культурний центр Пещениця, Загребський технічний музей, Боривой Юркович

### 1987
- Оповідання: Міха Ремец, Spomenik Euridiki
- Комікс: Ігор Кордей
- Спеціальні відзнаки: Жига Лешковшек, «IRO Prosveta» (Белград)

### 1988
- Оповідання: Владимир Лазович, Sokolar (сербський письменник)
- Спеціальна відзнака: Добросав «Боб» Живкович

### 1989
- Оповідання: Предраг Раос, Škorpion na jeziku
- Творчий доробок: Гаврило Вучкович (сербський редактор)

### 1990
- Оповідання: Радован Девлич, Zatvor
- Роман: Радивоє Лола Джукич, Ovca na Bulevaru Oktobarske revolucije (сербський письменник)
- Спеціальні відзнаки: радіопередача «Знан-фан тобоган» Хорватського радіо Загреб, Томислав Раданов

### 1991
- Оповідання: Вера Івосич-Санто, Evici, s ljubavlju
- Роман: Предраг Раос, Nul effort
- Спеціальна нагорода: Зоран Живкович, Enciklopedija naučne fantastike (сербський теоретик) [2]

### 1992
- Премія не присуджувалася.

### 1993
- Премія не присуджувалася.

### 1994

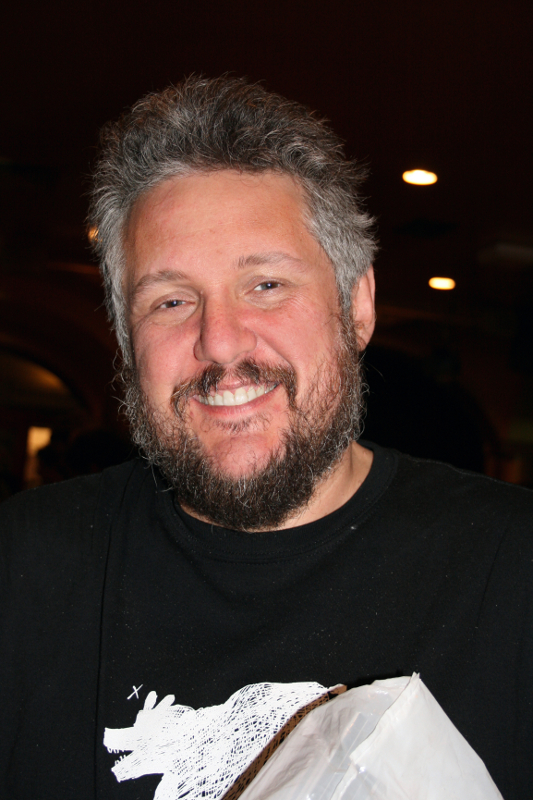
Дарко Мацан

- Оповідання: Дарко Мацан, Mihovil Škotska Snježnica
- Ілюстрація: Александар Жиляк

### 1995
- Коротке оповідання: Дарко Мацан, Pročitaj i daj dalje
- Оповідання: Ясмина Блажич, Kuća na broju 15
- Новела: Ясмина Глухак, Наташа Павлович, One Shot
- Ілюстрація: Ігор Кордей

### 1996

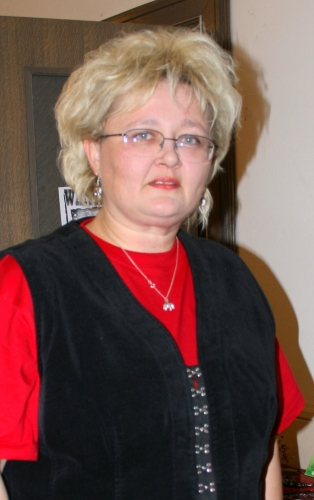
Татьяна Ямбришак

- Коротке оповідання: Маріо Беречич, Ovo je moja nesreća
- Оповідання: Татьяна Ямбришак, Duh novog svijeta
- Драма: Хрвоє Ковачевич, Profesionalna deformacija
- Кольорова ілюстрація: Ігор Кордей
- Чорно-біла ілюстрація: Александар Жиляк
- Творчий доробок: Крсто А. Мажуранич та Івиця Посавець
- Протосфера: Звєздана Одобашич, за роман «Чудесна луска»

### 1997
- Мініатюра: Денис Перичич, Diptih o doktoru
- Коротке оповідання: Деан Фабич, Svi njihovi životi
- Оповідання: Александар Жиляк, Slijepe ptice
- Роман: Предраг Раос, Od rata do zvijezda
- Кольорова ілюстрація: Карло Галета
- Чорно-біла ілюстрація: Тихомир Тикулин
- Спеціальна нагорода: Urban & 4, за альбом Otrovna kiša

### 1998
- Мініатюра: Зденко Влаїнич, Buba
- Коротке оповідання: Татьяна Ямбришак, Crveno i crno
- Оповідання: Горан Конвичні, Pet minuta do budućnosti
- Драма: Маріяна Нола, Don Huanov kraj
- Ілюстрація: Боян Тартікіо
- Творчий доробок: Здравко Валяк
- Протосфера: Андрія Якич, за оповідання a.n.d.

### 1999
- Мініатюра: Александар Жиляк, Prvi let
- Коротке оповідання: Ясмина Блажич, Kraj stoljeća
- Оповідання: Зоран Понграшич, Dijagonala
- Драма: Денис Перичич, Netopir
- Роман: Мілена Беніні Гец, Kaos
- Кольорова ілюстрація: Желько Пахек
- Чорно-біла ілюстрація: Есад Т. Рибич
- Творчий доробок: Дамір Микуличич

### 2000
- Мініатюра: Зоран Влахович, Lovci slave
- Коротке оповідання: Ірена Крчелич, Gubilište
- Оповідання: Крешимир Мішак, Svijet iduće sekunde
- Новела: Далибор Перкович, Banijska praskozorja
- Драма: Івана Сайко, Idući površinom
- Ілюстрація: Горан Шарлія

### 2001
- Мініатюра: Александар Жиляк, Hladni dodir vatre
- Коротке оповідання: Ігор Лепчин, Blijedonarančasta Tineluss
- Оповідання: Ваня Спірін, Nimfa
- Новела: Крунослав Ґернгард, Libra mrtvieh nazivja
- Роман: Дарко Мацан, Koža boje masline
- Есей: Ігор Маркович, U vrtlogu stvarnosti - Dick čitan Flusserom
- Ілюстрація: Роберт Дрозд
- Творчий доробок: Живко Проданович
- Особливий внесок SFERAKON’у 2000: Таяна Штасні
- Протосфера: Марин Медич, за оповідання «Trkač»

### 2002
- Мініатюра: Кристиян Новак, Posljednjih sedam milisekundi
- Коротке оповідання: Вікторія Фауст, Teško je biti vampir
- Оповідання: Желимир Периш, Tisućljeće
- Новела: Ігор Лепчин, Nebo iznad Marijane
- Чорно-біла ілюстрація: Давор Рапаїч (за книжку 'Neusporediva' protiv slučajne sličnosti)
- Кольорова ілюстрація: Татьяна Ямбришак (за www.tatjana.ws [3])
- Спеціальна відзнака: Боян Крстич (за випуск Futura)

### 2003
- Мініатюра: Зоран Крушвар, Igra

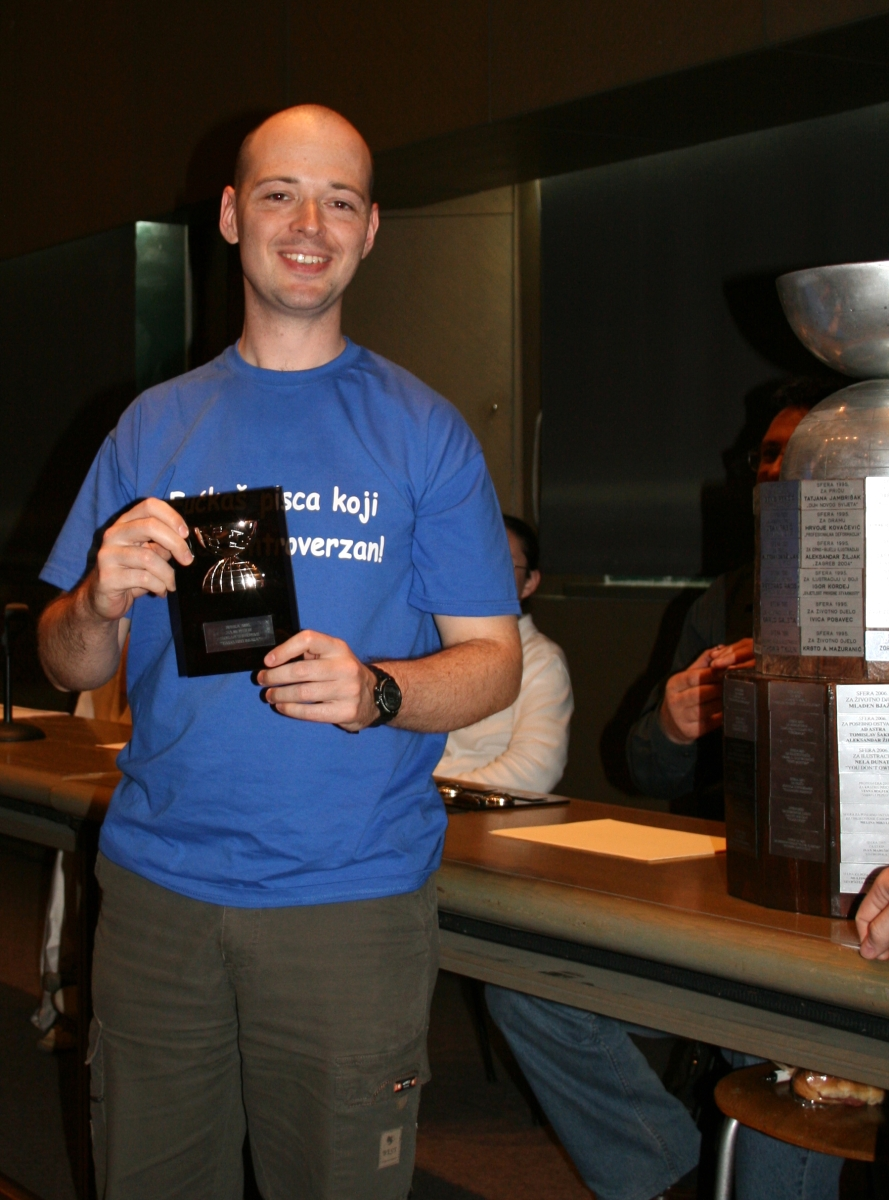
Зоран Крушвар

- Коротке оповідання: Марина Ядрейчич, Tužna madona
- Оповідання: Татьяна Ямбришак, Ima li bolje zabave, moje dame?
- Роман для дітей: Дарко Мацан, Pavo protiv Pave
- Роман: Деян Шорак, Ja i Kalisto
- Чорно-біла ілюстрація: Филип Церовечкі (Лавкрафтова галерея)
- Кольорова ілюстрація: Штеф Бартолич (обкладинка Monolitha)
- Спеціальна відзнака: двотижневику «Зарез» за публікацію про Філіпа Кіндреда Діка [4]

### 2004
- Мініатюра: Зоран Крушвар, Brodovi u tami
- Коротке оповідання: Вікторія Фауст, Vrištač
- Оповідання: Данило Брозович, Prsti
- Новела: Далибор Перкович, Preko rijeke
- Роман для дітей: Звонко Тодоровський, Prozor zelenog bljeska
- Роман: Іван Гавран, Sablja
- Ілюстрація: Миливой Черан, за Vile hrvatskih pisaca
- Протосфера: Юриця Паліян, Bili ste divna publika
- Спеціальна відзнака: електронний фензин NOSF [5]

### 2005
- Мініатюра: Саша Шкерла, Bilo jednom
- Коротке оповідання: Боян Сударевич, Cyberfolk [6]
- Оповідання: Крешимир Мішак, Akvarij sa zlatnim ribicama
- Новела: Зоран Понграшич, Letač
- Роман: Олівер Франич, Araton
- Ілюстрація: Дарко Вученик (за заголовок книжки «Охоронці щастя» З. Понграшича)
- Особливі заслуги: Влатко Юрич-Кокич, Давор Шишович

### 2006
- Мініатюра: Зоран Янянин, Primarna zdravstvena...
- Коротке оповідання: Петра Булич, Antarktički vjetar
- Оповідання: Данило Брозович, Anne Droid
- Новела: Мілена Беніні, McGuffin Link
- Роман: Далибор Перкович, Sva krv čovječanstva
- Ілюстрація: Томислав Томич (за обкладинку книжки Zeleno sunce, crna spora Д. Брозовича)

### 2007

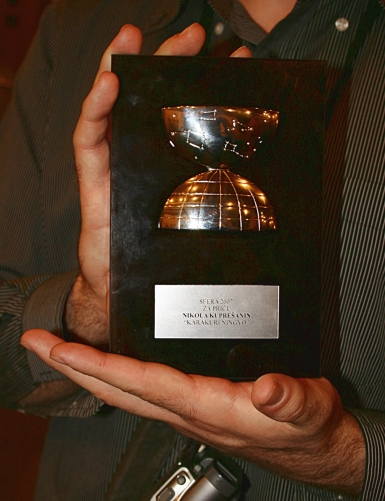
SFERA за Karakuri ningyo

- Мініатюра: Даріо Рукавина, Ima li piljaka tamo gore, na jugu? (збірка Blog.SF)
- Коротке оповідання: Вікторія Фауст, Riana u sutonu sivom (збірка Vampirske priče)
- Оповідання: Данієл Богданович, 87. kilometar (збірка Zagrob)
- Роман: Веселин Гатало, Geto
- Ілюстрація: Нела Дунато, You don’t own me (обкладинка журналу «NOSF»[7])
- Спеціальна нагорода: Томислав Шакич i Александар Жиляк, Ad Astra – Antologija hrvatske znanstveno-fantastične novele 1976-2006
- Творчий доробок: Младен Б'яжич

### 2008
- Мініатюра: Данієл Богданович, Decimala ("Krivo stvoreni", Pučko otvoreno učilište, Пазин, 2007 р.)
- Коротке оповідання: Івана Д. Хорватинчич, Post mortem ("Priče o starim bogovima", Pučko otvoreno učilište Пазин, 2007.)
- Оповідання: Никола Купрешанин, Karakuri ningyo (журнал «NOSF», № 25, 2007 р.)
- Новела: Данило Брозович, Besmrtna Diana ("Trinaesti krug bezdana", Mentor i SFera, 2007.)
- Роман: Предраг Раос, Let Nancija Konratata (Izvori, 2007.)
- Роман для дітей: Дарко Мацан, Dlakovuk (Knjiga u centru, 2007.)
- Есей: Зоран Кравар, Duboka fikcija - J. R. R. Tolkien (Ubiq br.1, Mentor, 2007.)
- Збірка поезій: Татьяна Ямбришак, Slova iz snova (Mentor, 2007.)
- Спеціальна нагорода: Зоран Крушвар, мультимедійний проєкт Izvršitelji nauma Gospodnjeg
- Комікс: Іван Марушич, Entropola (Mentor, 2007.),
- Спеціальна нагорода за оформлення журналу «Ubiq»: Меліна Микулич
- Протосфера: Весна Болфек, Snijeg i pepeo («Priče o starim bogovima», Pučko otvoreno učilište Пазин, 2007).

### 2009
- Найкраща мініатюра: Ед Барол, Zadnja vožnja (Dobar ulov, Pučko otvoreno učilište, Пазин, 2008 р.)
- Найкраще оповідання: Даріо Рукавина, Nek' se ne zna traga, Ljeljo! (Zlatni zmajev svitak, SFera & Mentor, 2008 р., Загреб)
- Найкраща новела: Зоран Крушвар, Tako mora biti (Ubiq 3, Mentor, 2008, Загреб)
- Найкращий роман: Саншал Тамоя, Dobitnik (Slovo, 2008, Загреб)
- Найкращий роман для дітей: Ігор Лепчин, Vražje oko (Knjiga u centru, 2008, Загреб)
- Найкраща кольорова ілюстрація: Биляна Мателян, ілюстрація обкладинки збірки Zlatni zmajev svitak (SFera & Mentor, 2008 р., Загреб)
- Найкраща чорно-біла ілюстрація: Франо Петруша, ілюстрації у книжці Зорана Крушвара «Звірі плюшеві» (Knjiga u centru, 2008 р., Загреб)
- Найкращий есей про жанр: д-р Никиця Гилич, Filmska fantastika i SF u kontekstu teorije žanra (Ubiq 2, Mentor, 2008, Загреб)
- Творчий доробок: д-р Дарко Сувин, почесний проф.
- Протосфера: спеціальна нагорода для автора у віці до 21 року, отримана в категорії оповідань Валентиною Мишкович за оповідання «Загублений білий брат» (Eridan 7, Treći zmaj, 2008., Рієка)

### 2010
- Найкраща мініатюра: Зоран Янянин, Quare desperamus? (Treća stvarnost, Pučko otvoreno učilište, Пазин, 2009 р.)
- Найкраще коротке оповідання: Мілена Беніні, Plesati zajedno pod polariziranim nebom (Priče o dinosaurima, Pučko otvoreno učilište, Пазин, 2009)
- Найкраще оповідання: Зоран Влахович, Svaki put kad se rastajemo … (Ubiq 5, Mentor, Загреб, 2009)
- Найкращий роман: Дамір Хойка, Xavia (VBZ, Загреб, 2009)
- Найкращий роман для дітей: Івана Д. Хорватинчич, Pegazari (Knjiga u centru, Загреб, 2009 р.)
- Найкраща драма: Таня Радович, збірка драматичних творів Ledeno doba (Meandar, Загреб, 2009)
- Найкраща кольорова ілюстрація: Томислав Тикулин, ілюстрація обкладинки Staklene knjige kradljivaca snova Gordona Dahlquista (Algoritam, Загреб, 2009)

### 2011
- Мініатюра: Ед Барол Avangarda (Dimenzija tajne, Pučko otvoreno učilište, Пазин, 2010.)
- Коротке оповідання: Саня Тенєр, Kao iz pera Arbine bake (Priče o zvijezdama, Pučko otvoreno učilište, Пазин, 2010 р.)
- Оповідання: Катарина Брбора, Starozavjetna (Ubiq 6, Mentor, 2010, Загреб)
- Новела: Данієл Богданович, Sjećaš li se zečića na Suncu? (Ubiq 7, Mentor, 2010, Загреб)
- Роман: марко Михалинець і Велимир Гргич, Kriza (Algoritam, 2010, Загреб)
- Есей: Зоран Кравар, Kad je svijet bio mlad:visoka fantastika i doktrinarni antimodernizam, Mentor, 2010, Загреб
- Чорно-біла ілюстрація: Зденко Башич, за ілюстрації в романі «Luna» (Algoritam, 2010 р., Загреб)
- Кольорова ілюстрація: Марко Хорватрин, ілюстрація обкладинки фензина Eridan, № 9 (Treći zmaj, 2010 р., Рієка)

### 2012
- Коротке оповідання — Александар Жиляк, Lesija, u daljini Heraklovi stupovi (Turističke priče, Pučko otvoreno učilište, Пазин, 2011 р.)
- Оповідання — Ігор Рендич, Jednom, negdje (Ubiq 9, Mentor, 2011, Загреб)
- Роман – Франьо Янеш, Formula za kaos (Algoritam, 2011, Загреб)
- Роман для дітей — Дарко Мацан, Djed Mrz (Knjiga u centru, 2011, Загреб)
- Есей — Мілена Беніні, Divide et morere, (Književna republika 10-12, 2011, Загреб)
- Кольорова ілюстрація — Зденко Башич, ilustracije u izdanju Sjeverozapadni vjetar, (Planetopija, 2011, Загреб)
- Особлива категорія: часопис «Književna republika» за тему про Дарка Сувина
- Зібрання творів: Желимир Кощевич
- Протосфера: Антонія Межнарич, Svakoj priči jednom mora doći kraj (Laboratorij Fantastike 2, 2011, Рієка)

### 2013
- Роман — Александар Жиляк, Irbis
- Коротке оповідання — Александар Жиляк, Srneći but s lisičicama, uz njega teran iz zbirke Priče o vinu
- Мініатюра — Весна Курилич, Оповідання supružnika
- Оповідання — Давид Келечич, Imago ultima
- Роман для дітей — Норма Шермент-Микулчич, Adrijanin vrt
- Теоретична праця — Петра Мрдуляш, твір «Prstenovi koji se šire: Junačka potraga u djelima J. R. R. Tolkiena»
- Чорно-біла ілюстрація — Корина Хуняк, Loki, objavljena u fanzinu Eridan
- Кольорова ілюстрація — Маріо Росанда, обкладинка збірки «Оповіді про вино» [8]

### 2014
- Мініатюра — Давид Келечич, Dječak i mora
- Коротке оповідання — Ірена Гартман, Lutke
- Роман — Томиця Шчавина, Povratak genija
- Роман для дітей — Наташа Говедич, Mrežir, zemlja mačaka i zmajeva
- Теорія — Рафаела Божич, Distopija i jezik: distopijski roman kroz oko lingvostilistike
- Спеціальна нагорода — Предраг Личина, Teleport Zovko,  короткометражний фільм[9]